# Citizens' Trust Company Building
Citizens 'Trust Company Building, también conocido como Sycamore Building, es un edificio histórico de oficinas ubicado en Terre Haute, en el estado de Indiana (Estados Unidos). Fue diseñado en 1920 por la firma local de Johnson, Miller & Miller y construido entre 1921 y 1922, y es un edificio de 12 pisos y 42,67 metros de altura con estructura de acero estilo escuela de Chicago revestido de ladrillo. Cuenta con detalles de piedra y terracota y elementos de diseño de estilo art déco. El edificio fue construido para albergar la oficina principal de Citizens 'Trust Company. Es el edificio comercial más alto de Terre Haute, y solo es supeado por el de los Tribunales del Condado de Vigo.
Fue incluido en el Registro Nacional de Lugares Históricos en 1983.